# Aeroporto Internazionale di Phuket
L'Aeroporto Internazionale di Phuket (in thailandese ท่าอากาศยานภูเก็ต; IATA: HKT, ICAO: VTSP) è un aeroporto thailandese che serve la provincia di Phuket. È situato a 32 km a nord da Phuket.
È il secondo aeroporto più trafficato della Thailandia, dopo l'Aeroporto Internazionale di Bangkok-Suvarnabhumi presso Bangkok ed è fondamentale per il suo ruolo centrale che riveste nel turismo della Thailandia.

## Terminal

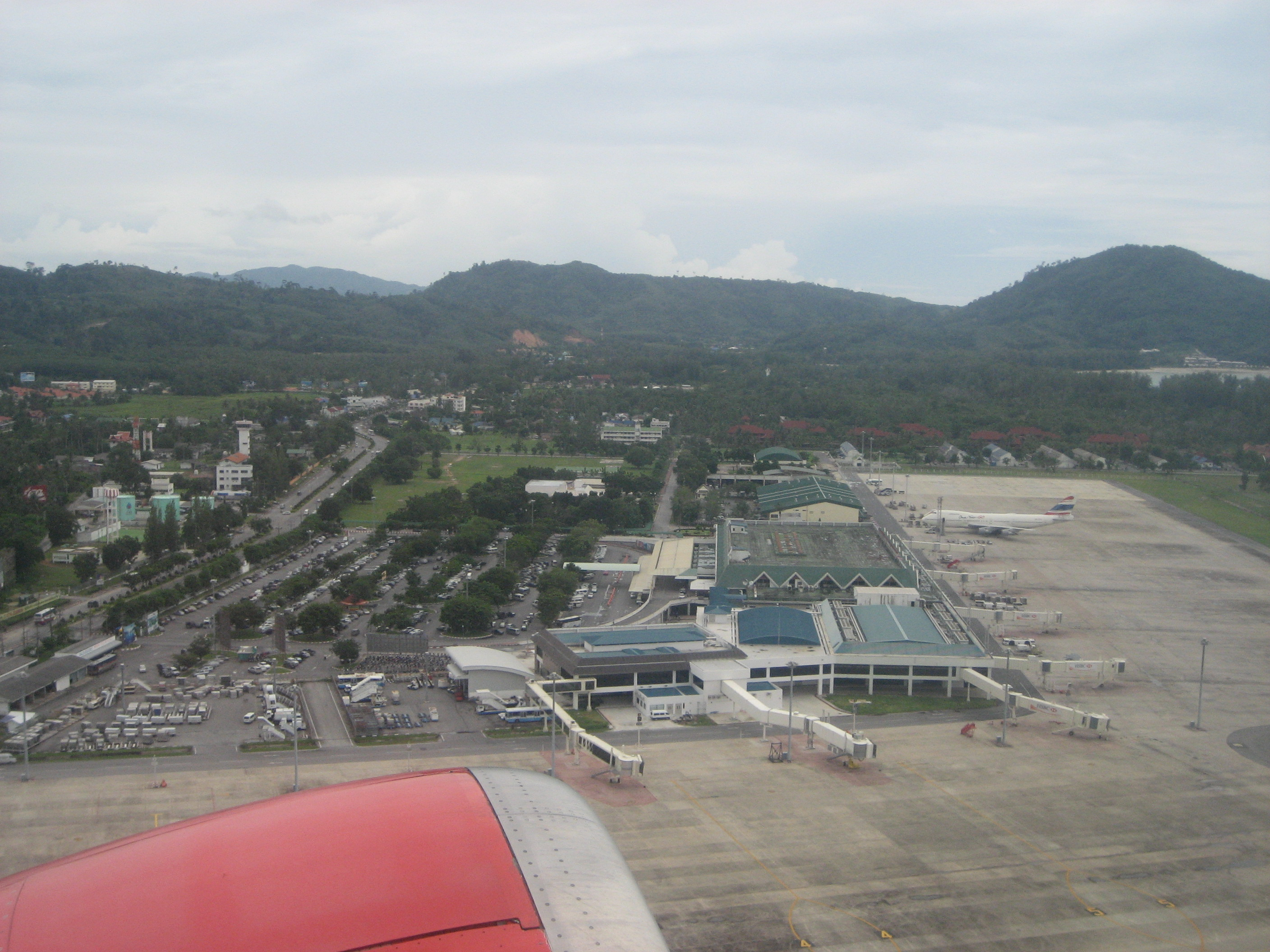
Vista aerea dell'Aeroporto Internazionale di Phuket

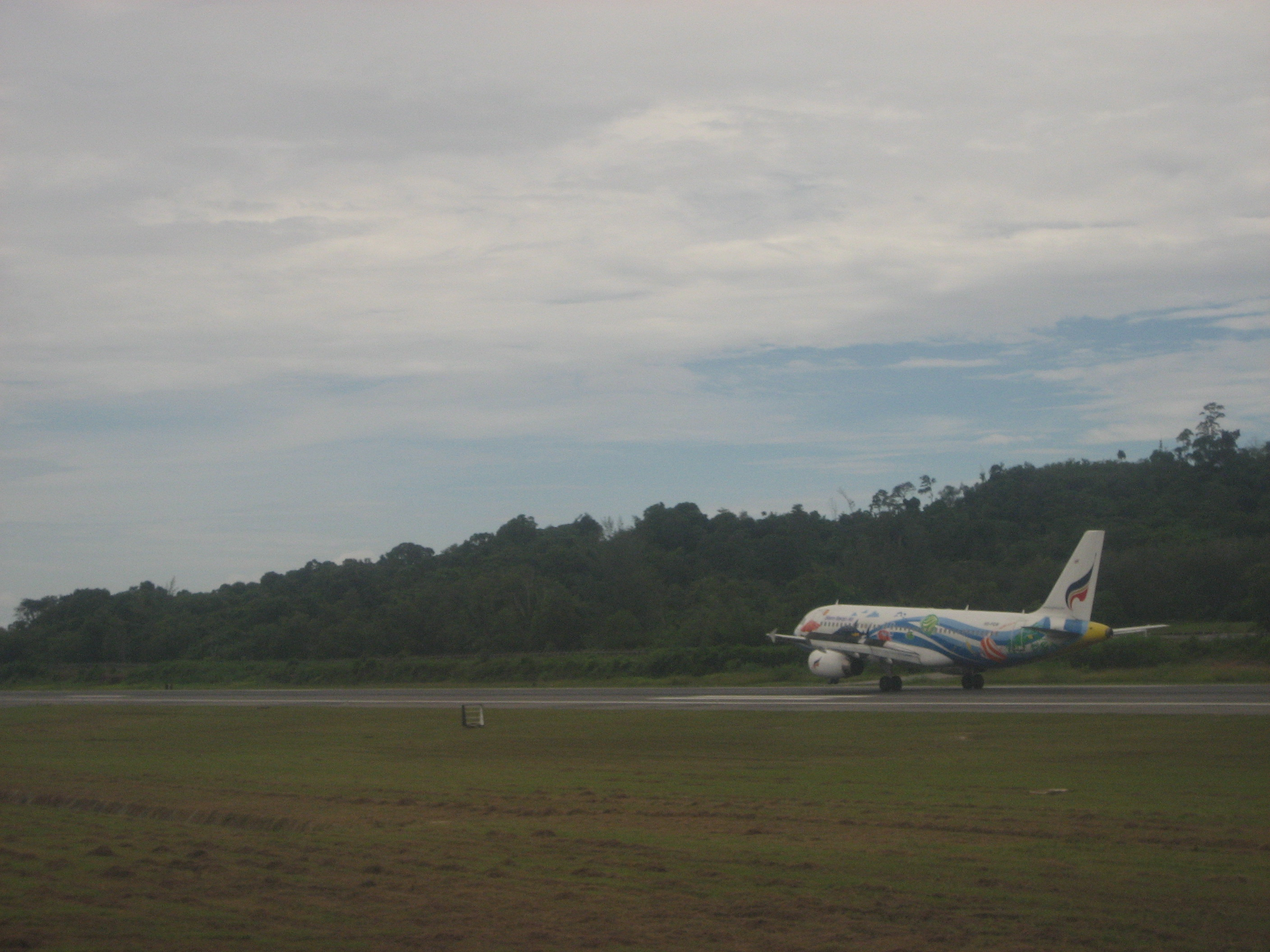
Pista dell'Aeroporto di Phuket

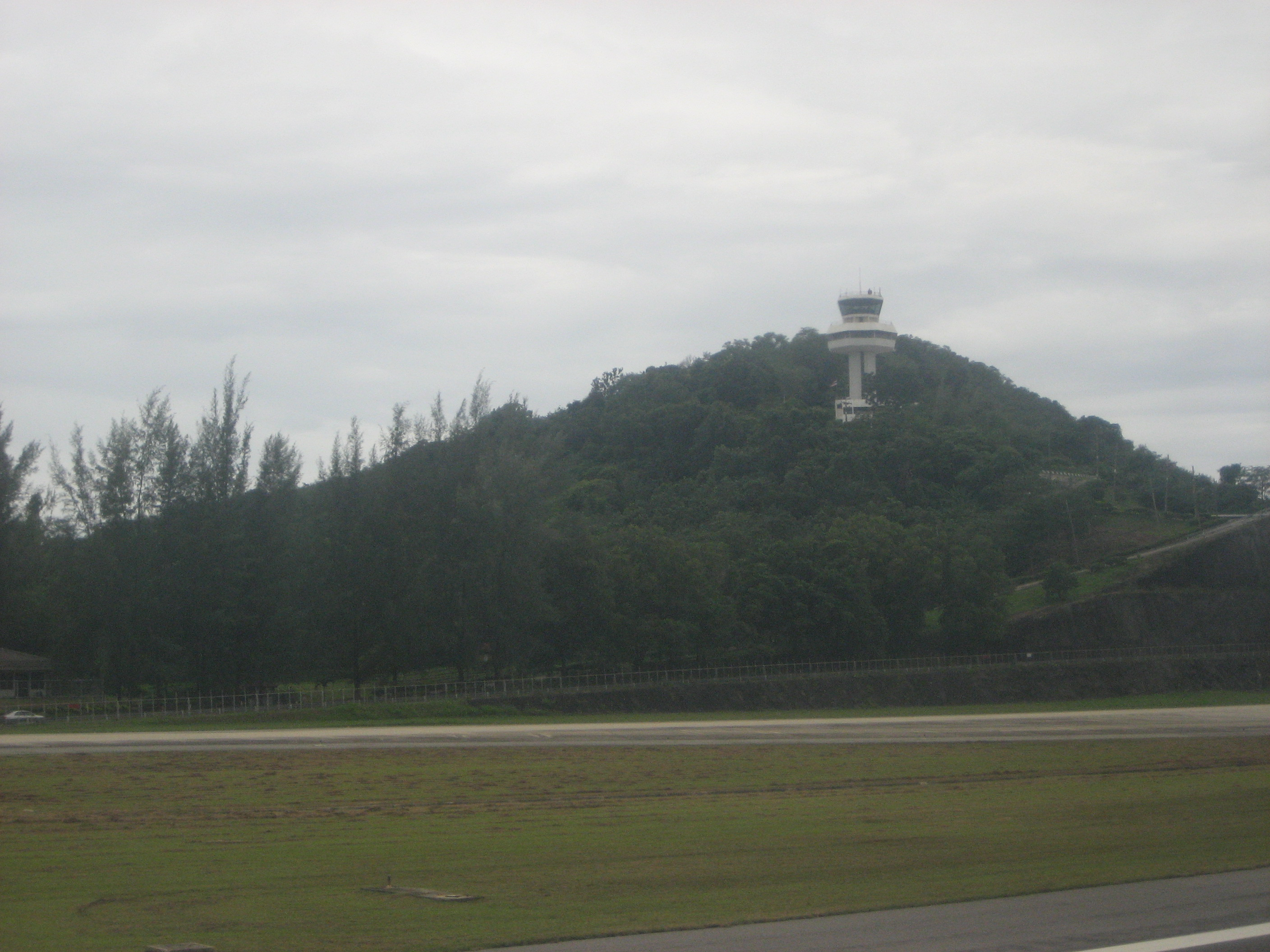
Torre di controllo a Phuket

L'Aeroporto di Phuket è fornito di due terminal. Il Terminal 1 è usato per i voli internazionali, mentre il Terminal 2 e dedicato ai voli nazionali. Nell'area aeroportuale sono presenti numerosi servizi, i negozi, i negozi duty-free ed i ristoranti.

## Statistiche
Questo grafico non è disponibile a causa di un problema tecnico.
Si prega di non rimuoverlo.
Vedi la query Wikidata di origine.

## Incidenti
*15 aprile 1985: Un Boeing 737 della Thai Airways si schianta uccidendo le 11 persone a bordo.

*31 agosto 1987: Il Volo 365 della Thai Airways precipita nell'oceano durante le fasi di avvicinamento. Rimangono uccise tutte le 83 persone a bordo. Le investigazioni hanno riportato l'errore umano come causa dell'incidente.

*16 settembre 2007: Il Volo 269 One-Two-GO Airlines era arrivato come volo di linea da Bangkok e dopo aver toccato duramente sulla pista si spezza in due e prende fuoco. L'aereo era un MD-82. Le cause sono state identificate con le pessime condizioni climatiche. Ci furono 89 morti e 41 feriti.